# Rugby à XV à Madagascar
Le rugby à XV est considéré, avec la pétanque, comme le sport national à Madagascar,,.
Apporté par la colonisation française, le sport est aujourd'hui largement pratiqué par la population urbaine majoritairement défavorisée de la capitale Antananarivo. La plupart des pratiquants ne sont pas licenciés et le championnat national reste amateur, mais peut rassembler jusqu'à des dizaines de milliers de personnes au stade Makis, où siège la Fédération malgache de rugby à XV,.
Il est estimé que 60 % des pratiquants sont des femmes à Madagascar. Les filles de la côte Saphir et leur capitaine Marcelia ont même fait l'objet d'un film de Christophe Vindis, La jeune fille et le ballon ovale, retraçant leur parcours de l'arrivée d'un ballon de rugby dans leur village en 2014 jusqu'à leur victoire dans le championnat national.